# Ocyptamus lividus
Ocyptamus lividus är en tvåvingeart som först beskrevs av Ignaz Rudolph Schiner 1868.  Ocyptamus lividus ingår i släktet Ocyptamus och familjen blomflugor. Inga underarter finns listade i Catalogue of Life.